# Псевдоурбанизация
Псевдоурбанизацията е процес на увеличаване на броя на населението в градовете, без това да е съпроводено с приемането на градския начин на живот. . Сред важните страни на този процес е появата на бидонвили – т.нар. „бордейна урбанизация“.. Сред най-честите механизми на псевдоурбанизацията е заселването в градовете на нискоквалифицирани работници, които започват нископлатена работа, неизискваща повишаване на квалификацията. С времето при тях се заселват и семействата им, което в крайна сметка води до липса на промяна на начина на живот .